# Alan Stern
Sol Alan Stern (22 de noviembre de 1957) es un ingeniero y científico planetario estadounidense, nacido en Nueva Orleans (Luisiana). Es el investigador principal de la misión New Horizons con destino a Plutón y el jefe científico de la Moon Express.

## Vida y carrera
Nació en Nueva Orleans, Luisiana, hijo de Joel y Leonard Stern. Se graduó en St. Mark's School of Texas en 1975. Más tarde fue alumno de la Universidad de Texas en Austin donde se licenció en física y astronomía, haciendo también un máster en ingeniería aeroespacial y atmósferas planetarias. Recibió el doctorado en astrofísica y ciencias planetarias por la Universidad de Colorado en Boulder. Entre 1983 y 1991, ocupó diversos cargos en la Universidad de Colorado en Boulder, en el Center for Space and Geoscience Policy, en la oficina del Vicepresidente para la Investigación y en el Centro de Astrofísica y Astronomía Espacial. Se doctoró en 1989, entre 1991 y 1994 representó al Instituto de Investigación del Suroeste y nombrado Presidente del Grupo de Trabajo Científico de Planetas Externos de la NASA. Entre 1994 y 1998 representó a la sección de Astrofísica y Ciencias Planetarias en el Departamento de Ciencias Espaciales, y entre 1998 y 2005, fue director del Departamento de Estudios del Espacio. En 1995 fue elegido para dirigir la misión del transbordador espacial que quedó finalista y en 1996, fue elegido como candidato para formar parte de la tripulación del transbordador espacial aunque al final no lo consiguió.
Su investigación se ha centrado en los estudios del cinturón de Kuiper de nuestro sistema solar y la nube de Oort, los cometas, los satélites de los planetas exteriores, Plutón, y la búsqueda de existencia de planetas en estrellas en otros sistemas solares. También trabajó sobre la teoría del encuentro de naves espaciales, estudio de nubes en la mesosfera de los polos terrestres, astrofísica galáctica, y el estudio de las débiles atmósferas satelitales, incluyendo la atmósfera de la Luna.
Ha participado en veinticuatro misiones espaciales planetarias, orbitales y suborbitales, en ocho de ellas como principal investigador. Uno de sus proyectos más destacables es el sistema de imágenes "Southwest Ultraviolet Imaging System", un instrumento que se instaló en dos misiones del transbordador espacial Discovery, la STS-85 en 1997 y la STS-93 en 1999.
Ha participado en la dirección y diseño de varios instrumentos científicos para distintas misiones planetarias del espacio cercano, y colaborador invitado de excepción efectuando observaciones en numerosos observatorios espaciales, entre los que se incluyen el Explorador Ultravioleta Internacional (IUE), el telescopio espacial Hubble (HST), el Observador Espacial Infrarrojo (ISO) y el Explorador del Ultravioleta Extremo (EUVE). Fue director ejecutivo de la División de Ciencia e Ingeniería Espacial en el Instituto de Investigación del Suroeste hasta que lo nombraron Administrador asociado del Science Mission Directorate de la NASA en 2007, donde estuvo ejerciendo durante un año. A principios de 2009, su nombre sonó como un posible candidato para el cargo de Administrador de la NASA bajo el gobierno del presidente Obama. Alan Stern respondió a esta posibilidad con una negativa, por la razón de que prefería pasar más tiempo con su familia.

### La inspiración para la misión a Plutón / Cinturón de Kuiper
El 14 de junio de 2007, durante un discurso en el Instituto Smithsoniano (Smithsonian Institution) de su "Cátedra sobre la Exploración del Sistema Solar", Stern comentó lo siguiente sobre la misión New Horizons:

Recuerdo, que en el verano del año 1989, fui al JPL (Jet Propulsion Lab), cuando estaba haciendo un curso de verano sobre la exploración planetaria en el Instituto de Tecnología de California (Caltech), también coincidió con que la sonda Voyager 2 sobrevolaba el planeta Neptuno y su satélite Tritón (que ha pasado a ser considerado un gemelo de Plutón) ¡Me pareció increíble formar parte de un equipo que consiguiera explorar algo por primera vez! En pocos meses, formamos un pequeño grupo, un grupo que defendía esa idea, ¿Por qué no proponemos una misión juntos hacia Plutón?

## Reconocimientos
- En 2007, Alan Stern, formaba parte de las 100 personas más influyentes en el mundo según la revista Time.[cita requerida]
- El 27 de agosto de 2008, fue elegido por la Junta de Directores del Challenger Center for Space Science Education.[7]

- Desde el 7 de octubre de 2016, tiene un espacio en el Salón de la Fama del Espacio de Colorado.[8]

- El asteroide (6373) Stern fue llamado así en su honor.[9]

## Experiencia del sector privado
En 2012, cofundó Uwingu.